# CEBEC

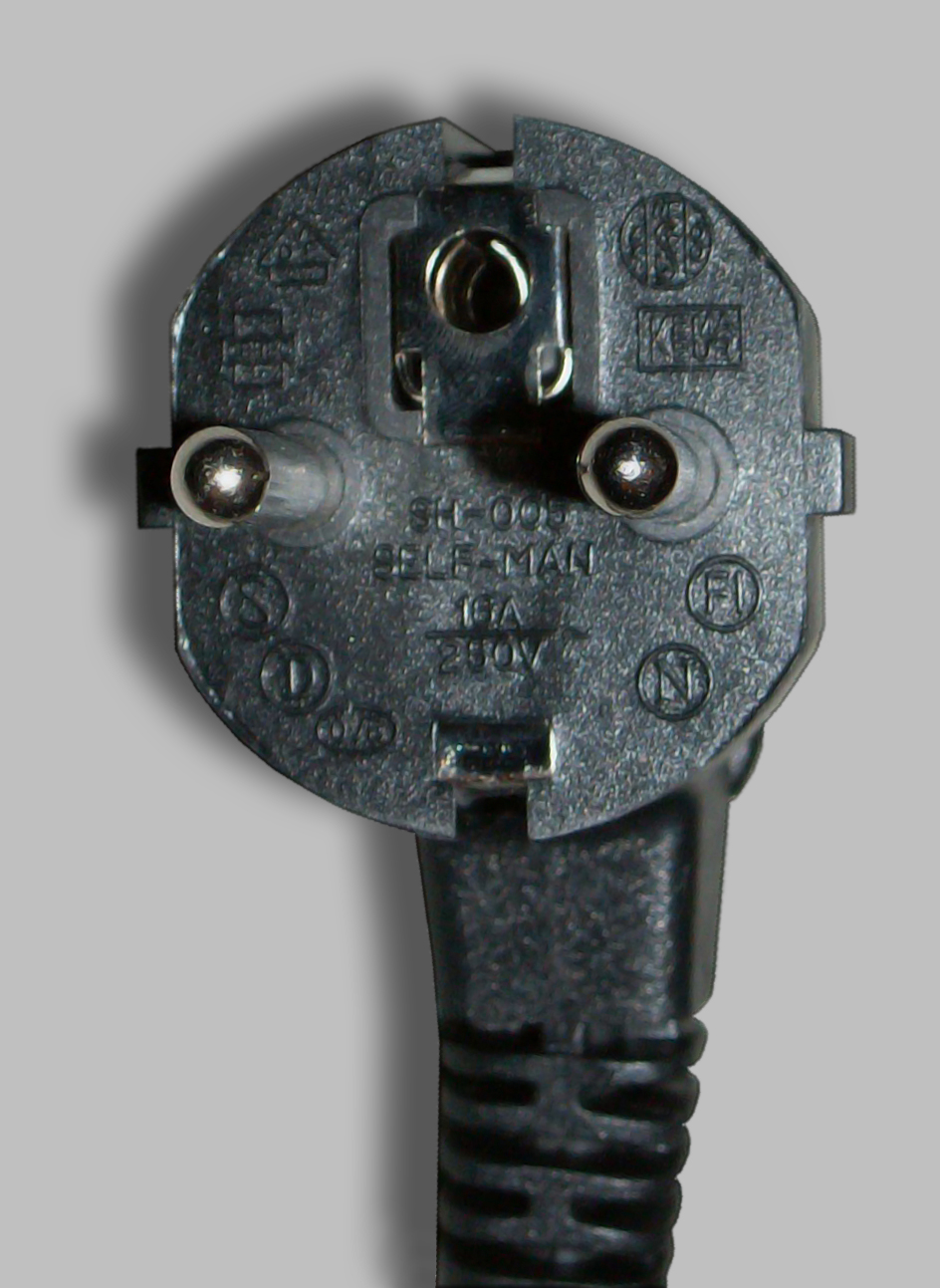
Stekker met CEBEC-keurmerk (boven de linker pen)

CEBEC is een Belgisch keurmerk voor elektrische laagspanningsapparatuur (tot 1200 volt). Het geeft aan dat voldaan wordt aan de voor zulke apparatuur geldende regels van de Europese Unie (onder andere het Low Voltage Directive). Het keurmerk wordt uitgegeven door SGS-CEBEC, een onderdeel van de bedrijvengroep SGS.
Het keurmerk is al enkele jaren géén vereiste meer! Dit werd inmiddels bevestigd door VOLTA (= kruispunt van elektrotechniek) die samen met andere belanghebbende de regelgeving in het AREI bepalen/opstellen.
Componenten die dienen gebruikt te worden in onder andere een verdeelbord van een residentiële woning, dienen minstens het CE keurmerk te hebben dat aanduid dat het component volgens Europese normen is gebouwd en getest.